# Georges Imbault
Georges Camille Imbault, né le 2 mai 1877 à Châteauneuf-sur-Loire (Loiret) et mort dans cette commune en mars 1951, est un ingénieur des Arts et Métiers.
Il commence sa carrière au service de Ferdinand Arnodin, constructeur de ponts suspendus et de ponts transbordeurs à Châteauneuf-sur-Loire. Il dirige ensuite les Établissements B. Baudin après la mort de Basile Baudin.

## Réalisations
Georges Imbault est l'auteur de nombreuses constructions, d'abord pour le compte d'Arnodin : pont transbordeur de Newport, où il assure la direction des travaux. Par la suite, pour le compte de la Cleveland Bridge and Engineering Company de Darlington. Georges Imbault est chargé du projet de montage du pont en arc métallique près des chutes Victoria sur le Zambèze, de l'étude des possibilités de construction d'un pont à Khartoum sur le Nil Bleu et du montage d'un pont levant à bascule à Port-Soudan (Pont Scherzer).
À titre personnel, il est ingénieur-conseil pour la construction du pont transbordeur de Middlesbrough, de la construction du pont ferroviaire de Gor-Abu-Guma sur le Nil Blanc au Soudan, à 200 km à l'amont du pont de Khartoum, des reconstructions du pont-rail sur l'Atbara au Soudan et du pont aux Anglais au Caire (Égypte).
Georges Imbault réalise, en outre, le pont-rail de Mit Gamar en Égypte, puis celui de Barrerios, près de Santos, d'un wharf à Natal (Brésil).
Pendant et après la Première Guerre mondiale, il participe aux travaux de reconstruction de nombreux ponts pour le Chemin de fer du Nord.
Par la suite, Georges Imbault entre au service de la Dorman Long & Company de Middlesrough, qui désire étudier et présenter un projet de pont en arc métallique à Sydney. Il se rend ainsi en Australie et obtient le contrat du célèbre pont : le Harbour Bridge. Il sera chargé de la construction de ce pont en qualité d'ingénieur-conseil en collaboration avec M. Freeman.
Très prolifique, Georges Imbault poursuit son œuvre par la construction de nouveaux ponts sur le Nil Bleu à Omdurman, sur la Tyne à Newcastle upon Tyne.
Très attaché à sa ville natale, il y revient et sera administrateur de sociétés. Il meurt en mars 1951, et repose au cimetière de Châteauneuf-sur-Loire.